# Lijst van onroerend erfgoed in Meulebeke
Een overzicht van het onroerend erfgoed in de gemeente Meulebeke. Het onroerend erfgoed maakt deel uit van het cultureel erfgoed in België.

## Bouwkundig erfgoed
| Object                                                        | Erfgoedstatus?                | Bouwjaar of architect | Deelgemeente | Adres                        | Coördinaten                   | Nummer? | Afbeelding                                                    |
| ------------------------------------------------------------- | ----------------------------- | --------------------- | ------------ | ---------------------------- | ----------------------------- | ------- | ------------------------------------------------------------- |
| Borstelfabriek en directeurswoning Carpentier                 |                               |                       | Meulebeke    | Abeeldreef 15                | 50° 57' 2" NB, 3° 16' 53" OL  | 89983   | Borstelfabriek en directeurswoning Carpentier                 |
| Café des Voyageurs                                            |                               |                       | Meulebeke    | Achtste Linielaan 13         | 50° 57' 9" NB, 3° 17' 6" OL   | 89984   | Café des Voyageurs                                            |
| Café De Statie                                                |                               |                       | Meulebeke    | Achtste Linielaan 13         | 50° 57' 9" NB, 3° 17' 6" OL   | 89985   | Café De Statie                                                |
| Station Meulebeke                                             |                               |                       | Meulebeke    | Achtste Linielaan            | 50° 57' 10" NB, 3° 17' 5" OL  | 89986   | Station Meulebeke                                             |
| Oorlogsmonument                                               |                               |                       | Meulebeke    | Achtste Linielaan            |                               | 89987   | Oorlogsmonument                                               |
| Vrijstaande eengezinswoning                                   |                               |                       | Meulebeke    | Astridlaan 18                | 50° 56' 53" NB, 3° 16' 57" OL | 89988   | Vrijstaande eengezinswoning                                   |
| Half vrijstaand boerenhuis                                    |                               |                       | Meulebeke    | Astridlaan 41                | 50° 56' 53" NB, 3° 17' 8" OL  | 89989   | Half vrijstaand boerenhuis                                    |
| Kapel van Onze-Lieve-Vrouw van Fatima                         |                               |                       | Meulebeke    | Astridlaan                   | 50° 56' 52" NB, 3° 17' 4" OL  | 89990   | Kapel van Onze-Lieve-Vrouw van Fatima                         |
| Hoeve met oudere kern                                         |                               |                       | Meulebeke    | Aststraat                    | 50° 56' 13" NB, 3° 18' 46" OL | 89991   | Hoeve met oudere kern                                         |
| Hoeve                                                         |                               |                       | Meulebeke    | Aststraat 4                  | 50° 56' 11" NB, 3° 18' 49" OL | 89992   | Hoeve                                                         |
| Freinetschool De Koorddanser                                  |                               |                       | Meulebeke    | Baljuw Vermeulenstraat 1     | 50° 57' 5" NB, 3° 17' 24" OL  | 89993   | Freinetschool De Koorddanser                                  |
| Kloostergebouw                                                |                               |                       | Meulebeke    | Baljuw Vermeulenstraat 3     | 50° 57' 3" NB, 3° 17' 25" OL  | 89994   | Kloostergebouw                                                |
| Kleine villa in omhaagde tuin                                 |                               |                       | Meulebeke    | Baronielaan 22               | 50° 56' 52" NB, 3° 16' 38" OL | 89995   | Kleine villa in omhaagde tuin                                 |
| Kasteel Ter Borcht                                            | Monument omwalling (monument) |                       | Meulebeke    | Baronielaan 27               | 50° 56' 47" NB, 3° 16' 44" OL | 89996   | Kasteel Ter Borcht                                            |
| Ensemble van drie werkmanshuizen                              |                               |                       | Meulebeke    | Bekaertsdreef 5-7            | 50° 57' 24" NB, 3° 17' 34" OL | 89997   | Ensemble van drie werkmanshuizen                              |
| Begraafplaats van de Sint-Antoniusparochie of de wijk 't Veld |                               |                       | Meulebeke    | Bloemgatstraat               | 50° 57' 38" NB, 3° 14' 29" OL | 89998   | Begraafplaats van de Sint-Antoniusparochie of de wijk 't Veld |
| Gerenoveerde hoeve                                            |                               |                       | Meulebeke    | Bonestraat 80                | 50° 57' 14" NB, 3° 18' 17" OL | 89999   | Gerenoveerde hoeve                                            |
| Hoeve                                                         |                               |                       | Meulebeke    | Bonestraat 92                | 50° 57' 16" NB, 3° 19' 3" OL  | 90001   | Hoeve                                                         |
| Wegkruis                                                      |                               |                       | Meulebeke    | Bonestraat                   | 50° 57' 22" NB, 3° 19' 19" OL | 90002   | Wegkruis                                                      |
| Bakstenen brug over de Devebeek                               |                               |                       | Meulebeke    | Bosterhoutstraat             | 50° 57' 43" NB, 3° 17' 30" OL | 90003   | Bakstenen brug over de Devebeek                               |
| Boomkapelletje                                                |                               |                       | Meulebeke    | Bosterhoutstraat             | 50° 58' 14" NB, 3° 17' 54" OL | 90004   | Boomkapelletje                                                |
| Hoeve                                                         |                               |                       | Meulebeke    | Bosweg 33                    | 50° 57' 5" NB, 3° 14' 25" OL  | 90005   | Hoeve                                                         |
| Herberg De Groene Linde                                       |                               |                       | Meulebeke    | Bruggesteenweg 9             | 50° 57' 1" NB, 3° 14' 47" OL  | 90006   | Herberg De Groene Linde                                       |
| Veldschool                                                    |                               |                       | Meulebeke    | Bruggesteenweg 27            | 50° 57' 9" NB, 3° 14' 45" OL  | 90008   | Veldschool                                                    |
| Vlasfabriek met zwingelarij en roterij                        |                               |                       | Meulebeke    | Bruggesteenweg               | 50° 57' 34" NB, 3° 14' 40" OL | 90009   | Vlasfabriek met zwingelarij en roterij                        |
| Villa                                                         |                               |                       | Meulebeke    | Bruggesteenweg 87            | 50° 57' 46" NB, 3° 14' 38" OL | 90010   | Villa                                                         |
| Vlashandelaarswoningen met vlasschuren                        |                               |                       | Meulebeke    | Bruggesteenweg 102-104       | 50° 57' 44" NB, 3° 14' 41" OL | 90011   | Vlashandelaarswoningen met vlasschuren                        |
| Stoommaalderij en -zagerij                                    |                               | gesloopt              | Meulebeke    | Bruggesteenweg 118           | 50° 57' 48" NB, 3° 14' 40" OL | 90012   | Stoommaalderij en -zagerij                                    |
| Calvariekruis                                                 |                               |                       | Meulebeke    | Bruggesteenweg               |                               | 90013   | Calvariekruis                                                 |
| Ensemble van 3 arbeiderswoningen                              |                               |                       | Meulebeke    | Buysveldstraat 11            | 50° 57' 27" NB, 3° 20' 24" OL | 90014   | Ensemble van 3 arbeiderswoningen                              |
| Molenaarhuis behorend bij de Herentmolen                      |                               |                       | Meulebeke    | Buysveldstraat 15            | 50° 57' 14" NB, 3° 20' 25" OL | 90015   | Molenaarhuis behorend bij de Herentmolen                      |
| Hoeve                                                         |                               |                       | Meulebeke    | Elbestraat 22                | 50° 57' 34" NB, 3° 16' 34" OL | 90016   | Hoeve                                                         |
| Chicorei-ast                                                  |                               |                       | Meulebeke    | Elbestraat                   | 50° 57' 32" NB, 3° 16' 33" OL | 90017   | Chicorei-ast                                                  |
| Kapel van Onze-Lieve-Vrouw Onbevlekte Ontvangenis             |                               |                       | Meulebeke    | Elbestraat                   |                               | 90018   | Kapel van Onze-Lieve-Vrouw Onbevlekte Ontvangenis             |
| Hoeve met 20ste-eeuwse hoevegebouwen                          |                               |                       | Meulebeke    | Elbestraat 46                | 50° 57' 41" NB, 3° 15' 16" OL | 90019   | Hoeve met 20ste-eeuwse hoevegebouwen                          |
| Verhaeghes kruis                                              |                               |                       | Meulebeke    | Elbestraat                   | 50° 57' 41" NB, 3° 15' 3" OL  | 90020   | Verhaeghes kruis                                              |
| Huizenrij van arbeiderswoningen                               |                               |                       | Meulebeke    | Fabriekstraat 1-19           | 50° 57' 15" NB, 3° 17' 8" OL  | 90021   | Huizenrij van arbeiderswoningen                               |
| Arbeiderswoning                                               |                               |                       | Meulebeke    | Gentstraat 3                 | 50° 56' 56" NB, 3° 17' 26" OL | 90022   | Arbeiderswoning                                               |
| Vrijstaand herenhuis in tuin                                  |                               |                       | Meulebeke    | Gentstraat 15                | 50° 56' 56" NB, 3° 17' 30" OL | 90023   | Vrijstaand herenhuis in tuin                                  |
| Onze-Lieve-Vrouwekapel                                        |                               |                       | Meulebeke    | Gentstraat                   | 50° 56' 55" NB, 3° 17' 31" OL | 90024   | Onze-Lieve-Vrouwekapel                                        |
| Interbellumwoonhuis                                           |                               |                       | Meulebeke    | Gentstraat 17                | 50° 56' 55" NB, 3° 17' 32" OL | 90025   | Interbellumwoonhuis                                           |
| Half vrijstaand interbellumwoonhuis                           |                               |                       | Meulebeke    | Gentstraat 40                | 50° 56' 53" NB, 3° 17' 39" OL | 90026   | Half vrijstaand interbellumwoonhuis                           |
| Interbellumwoonhuis                                           |                               |                       | Meulebeke    | Gentstraat 80                | 50° 56' 52" NB, 3° 17' 55" OL | 90027   | Interbellumwoonhuis                                           |
| Onze-Lieve-Vrouwekapel                                        |                               |                       | Meulebeke    | Gentstraat                   | 50° 56' 53" NB, 3° 17' 56" OL | 90028   | Onze-Lieve-Vrouwekapel                                        |
| Vrijstaande eengezinswoning                                   |                               |                       | Meulebeke    | Gentstraat 148               | 50° 56' 57" NB, 3° 18' 50" OL | 90029   | Vrijstaande eengezinswoning                                   |
| Vrijstaande eengezinswoning                                   |                               |                       | Meulebeke    | Gentstraat 164               | 50° 56' 59" NB, 3° 19' 1" OL  | 90030   | Vrijstaande eengezinswoning                                   |
| Neogotische kapel van Onze-Lieve-Vrouw van Weedom             |                               |                       | Meulebeke    | Gentstraat                   |                               | 90031   | Neogotische kapel van Onze-Lieve-Vrouw van Weedom             |
| Vlashandelaarswoningen                                        |                               |                       | Meulebeke    | Gentstraat 216-218           | 50° 57' 8" NB, 3° 20' 36" OL  | 90033   | Vlashandelaarswoningen                                        |
| Neogotische Onze-Lieve-Vrouwekapel                            |                               | gesloopt              | Meulebeke    | Gentstraat                   |                               | 90034   | Neogotische Onze-Lieve-Vrouwekapel                            |
| Molensite Herentmolen                                         | Monument                      |                       | Meulebeke    | Gentstraat 307               | 50° 57' 11" NB, 3° 20' 30" OL | 90035   | Molensite Herentmolen                                         |
| Oorlogsmonument                                               |                               |                       | Meulebeke    | Goethalsplaats               |                               | 90036   | Oorlogsmonument                                               |
| Eclectisch woonwinkelpand                                     |                               |                       | Meulebeke    | Goethalsplaats 5             | 50° 57' 1" NB, 3° 17' 12" OL  | 90037   | Eclectisch woonwinkelpand                                     |
| Half vrijstaand burgerhuis                                    |                               |                       | Meulebeke    | Goethalsplaats 8             | 50° 57' 2" NB, 3° 17' 10" OL  | 90038   | Half vrijstaand burgerhuis                                    |
| Modernistisch burgerhuis                                      |                               |                       | Meulebeke    | Goethalsplaats 13            | 50° 57' 3" NB, 3° 17' 12" OL  | 90039   | Modernistisch burgerhuis                                      |
| Laatclassicistisch herenhuis met tuin                         |                               |                       | Meulebeke    | Goethalsplaats 16            | 50° 57' 2" NB, 3° 17' 16" OL  | 90041   | Laatclassicistisch herenhuis met tuin                         |
| Kapel toegewijd aan Onze-Lieve-Vrouw van La Salette           |                               |                       | Meulebeke    | Groenstraat                  |                               | 90042   | Kapel toegewijd aan Onze-Lieve-Vrouw van La Salette           |
| Hoeve                                                         |                               |                       | Meulebeke    | Groenstraat 15               | 50° 57' 51" NB, 3° 18' 20" OL | 90043   | Hoeve                                                         |
| Goemaeres kapel                                               |                               |                       | Meulebeke    | Heirentstraat                | 50° 57' 19" NB, 3° 20' 28" OL | 90045   | Goemaeres kapel                                               |
| Vlasfabriek met roterij en vlasschuur                         |                               |                       | Meulebeke    | Heirentstraat 4              | 50° 57' 17" NB, 3° 20' 29" OL | 90046   | Vlasfabriek met roterij en vlasschuur                         |
| Hoeve                                                         |                               |                       | Meulebeke    | Heirentstraat 6              | 50° 57' 25" NB, 3° 20' 42" OL | 90047   | Hoeve                                                         |
| Hoeve met 19de-eeuwse gebouwen                                |                               |                       | Meulebeke    | Hondekerkhofstraat 7         | 50° 56' 40" NB, 3° 18' 55" OL | 90048   | Hoeve met 19de-eeuwse gebouwen                                |
| Laatclassicistisch hoekpand                                   |                               |                       | Meulebeke    | Markt 13                     | 50° 57' 1" NB, 3° 17' 19" OL  | 90049   | Laatclassicistisch hoekpand                                   |
| Kelder van de 19de-eeuwse brouwerij Le Damier                 |                               |                       | Meulebeke    | Hoogstraat                   |                               | 90050   | Kelder van de 19de-eeuwse brouwerij Le Damier                 |
| Hoeve                                                         |                               |                       | Meulebeke    | Hulstboomstraat 2            | 50° 57' 30" NB, 3° 19' 22" OL | 90051   | Hoeve                                                         |
| Boerenwoning                                                  |                               |                       | Meulebeke    | Hulstboomstraat 9            | 50° 57' 34" NB, 3° 19' 31" OL | 90052   | Boerenwoning                                                  |
| Hof ten Driessche                                             |                               |                       | Meulebeke    | Hulsveldedreef 1             | 50° 55' 56" NB, 3° 18' 4" OL  | 90053   | Hof ten Driessche                                             |
| Wegkruis                                                      |                               |                       | Meulebeke    | Ingelmunstersteenweg         | 50° 56' 48" NB, 3° 16' 32" OL | 90054   | Wegkruis                                                      |
| Hoeve                                                         |                               |                       | Meulebeke    | Ingelmunstersteenweg 6       | 50° 56' 34" NB, 3° 16' 31" OL | 90055   | Hoeve                                                         |
| Brug over de Oude Devebeek                                    |                               |                       | Meulebeke    | Ingelmunstersteenweg         | 50° 56' 40" NB, 3° 16' 36" OL | 90056   | Upload foto                                                   |
| Woonhuis                                                      |                               |                       | Meulebeke    | Kapellestraat 77             | 50° 56' 46" NB, 3° 17' 9" OL  | 90057   | Upload foto                                                   |
| Bivakhuis De Miere                                            |                               |                       | Meulebeke    | Kapellestraat 116            | 50° 56' 29" NB, 3° 16' 51" OL | 90058   | Bivakhuis De Miere                                            |
| Onze-Lieve-Vrouw-van-Bijstandkapel                            | Monument                      |                       | Meulebeke    | Kapellestraat                |                               | 90059   | Onze-Lieve-Vrouw-van-Bijstandkapel                            |
| Kaarshuis                                                     |                               |                       | Meulebeke    | Kapellestraat                | 50° 56' 30" NB, 3° 16' 55" OL | 90060   | Kaarshuis                                                     |
| Kapelhuis met winkel en café                                  |                               |                       | Meulebeke    | Kapellestraat 171            | 50° 56' 30" NB, 3° 16' 58" OL | 90061   | Kapelhuis met winkel en café                                  |
| Villa in cottagestijl                                         |                               |                       | Meulebeke    | Karel van Manderstraat 12-14 | 50° 56' 59" NB, 3° 17' 26" OL | 90063   | Villa in cottagestijl                                         |
| Schoolkapel                                                   |                               |                       | Meulebeke    | Karel van Manderstraat       | 50° 57' 1" NB, 3° 17' 26" OL  | 90064   | Schoolkapel                                                   |
| Directeurswoning van brouwerij Vondel                         |                               |                       | Meulebeke    | Karel van Manderstraat 24    | 50° 57' 0" NB, 3° 17' 27" OL  | 90065   | Directeurswoning van brouwerij Vondel                         |
| Eenheidsbebouwing                                             |                               |                       | Meulebeke    | Karel van Manderstraat 25-27 | 50° 57' 2" NB, 3° 17' 27" OL  | 90066   | Eenheidsbebouwing                                             |
| Brouwerij Vondel                                              |                               |                       | Meulebeke    | Karel van Manderstraat 26    | 50° 57' 1" NB, 3° 17' 29" OL  | 90067   | Brouwerij Vondel                                              |
| Eenlaagsbebouwing                                             |                               |                       | Meulebeke    | Karel van Manderstraat 32-34 | 50° 57' 3" NB, 3° 17' 29" OL  | 90068   | Eenlaagsbebouwing                                             |
| Schoolgebouw                                                  |                               |                       | Meulebeke    | Karel van Manderstraat 35    | 50° 57' 4" NB, 3° 17' 27" OL  | 90069   | Schoolgebouw                                                  |
| Dorpswoning                                                   |                               |                       | Meulebeke    | Karel van Manderstraat 36    | 50° 57' 3" NB, 3° 17' 29" OL  | 90070   | Dorpswoning                                                   |
| Interbellumwoonhuis                                           |                               |                       | Meulebeke    | Karel van Manderstraat 38    | 50° 57' 3" NB, 3° 17' 31" OL  | 90071   | Interbellumwoonhuis                                           |
| Dorpswoning                                                   |                               |                       | Meulebeke    | Karel van Manderstraat 54    | 50° 57' 6" NB, 3° 17' 36" OL  | 90072   | Dorpswoning                                                   |
| Dorpswoning                                                   |                               |                       | Meulebeke    | Karel van Manderstraat 56-58 | 50° 57' 6" NB, 3° 17' 37" OL  | 90073   | Dorpswoning                                                   |
| Gemeentelijke begraafplaats                                   |                               |                       | Meulebeke    | Karel van Manderstraat       | 50° 57' 8" NB, 3° 17' 34" OL  | 90074   | Gemeentelijke begraafplaats                                   |
| Neoclassicistisch breedhuis                                   |                               |                       | Meulebeke    | Kasteelstraat 7              | 50° 57' 1" NB, 3° 17' 9" OL   | 90075   | Neoclassicistisch breedhuis                                   |
| Neoclassicistisch burgerhuis                                  |                               |                       | Meulebeke    | Kasteelstraat 10             | 50° 57' 2" NB, 3° 17' 7" OL   | 90076   | Neoclassicistisch burgerhuis                                  |
| Burgerhuis                                                    |                               |                       | Meulebeke    | Kasteelstraat 11             | 50° 57' 1" NB, 3° 17' 8" OL   | 90077   | Burgerhuis                                                    |
| Burgerhuis in cottagestijl                                    |                               |                       | Meulebeke    | Kasteelstraat 15             | 50° 57' 0" NB, 3° 17' 7" OL   | 90078   | Burgerhuis in cottagestijl                                    |
| Laatclassicistische woonhuizen                                |                               |                       | Meulebeke    | Kasteelstraat 16-18          | 50° 57' 2" NB, 3° 17' 5" OL   | 90079   | Laatclassicistische woonhuizen                                |
| Laatclassicistisch woonhuis                                   |                               |                       | Meulebeke    | Kasteelstraat 17-19          | 50° 57' 1" NB, 3° 17' 7" OL   | 90080   | Laatclassicistisch woonhuis                                   |
| Laatclassicistisch woonhuis                                   |                               |                       | Meulebeke    | Kasteelstraat 21             | 50° 57' 1" NB, 3° 17' 6" OL   | 90081   | Laatclassicistisch woonhuis                                   |
| Ensemble van twee dorpswoningen                               |                               |                       | Meulebeke    | Kasteelstraat 48-50          | 50° 57' 1" NB, 3° 16' 59" OL  | 90083   | Ensemble van twee dorpswoningen                               |
| Half vrijstaand ensemble van twee woonhuizen                  |                               |                       | Meulebeke    | Kasteelstraat 51-53          | 50° 56' 59" NB, 3° 16' 60" OL | 90084   | Half vrijstaand ensemble van twee woonhuizen                  |
| Half vrijstaand ensemble van twee woonhuizen                  |                               |                       | Meulebeke    | Kasteelstraat 60-62          | 50° 56' 60" NB, 3° 16' 57" OL | 90085   | Half vrijstaand ensemble van twee woonhuizen                  |
| Woonwinkelpand                                                |                               |                       | Meulebeke    | Kasteelstraat 78             | 50° 56' 59" NB, 3° 16' 53" OL | 90086   | Woonwinkelpand                                                |
| Vrijstaande eengezinswoning in bungalowstijl                  |                               |                       | Meulebeke    | Kazantstraat 12              | 50° 57' 47" NB, 3° 17' 0" OL  | 90087   | Vrijstaande eengezinswoning in bungalowstijl                  |
| Sluis bij de Lapperbeek                                       |                               |                       | Meulebeke    | Kerkmeersstraat              | 50° 56' 55" NB, 3° 17' 12" OL | 90088   | Sluis bij de Lapperbeek                                       |
| Kapel van Onze-Lieve-Vrouw van Fatima                         |                               |                       | Meulebeke    | Kleine Roeselarestraat       |                               | 90089   | Kapel van Onze-Lieve-Vrouw van Fatima                         |
| Hoeve Overdeve                                                |                               |                       | Meulebeke    | Kleine Roeselarestraat 1     | 50° 56' 40" NB, 3° 16' 2" OL  | 90090   | Hoeve Overdeve                                                |
| Interbellumhoeve                                              |                               |                       | Meulebeke    | Kleine Roeselarestraat 8     | 50° 56' 44" NB, 3° 15' 56" OL | 90092   | Interbellumhoeve                                              |
| Hoeve                                                         |                               |                       | Meulebeke    | Kleine Roeselarestraat 12    | 50° 56' 45" NB, 3° 15' 50" OL | 90093   | Hoeve                                                         |
| Hoeve                                                         |                               |                       | Meulebeke    | Knorrebosstraat 5            | 50° 55' 30" NB, 3° 17' 47" OL | 90095   | Hoeve                                                         |
| Wegkruis                                                      |                               |                       | Meulebeke    | Krekelstraat                 | 50° 56' 23" NB, 3° 16' 41" OL | 90097   | Wegkruis                                                      |
| Onze-Lieve-Vrouwkapel                                         |                               |                       | Meulebeke    | Krinkelstraat                |                               | 90098   | Onze-Lieve-Vrouwkapel                                         |
| Onze-Lieve-Vrouwekapel                                        |                               |                       | Meulebeke    | Krinkelstraat                | 50° 57' 56" NB, 3° 15' 54" OL | 90099   | Onze-Lieve-Vrouwekapel                                        |
| Hoeve                                                         |                               |                       | Meulebeke    | Ledestraat 6                 | 50° 56' 23" NB, 3° 20' 2" OL  | 90100   | Hoeve                                                         |
| Onze-Lieve-Vrouwekapel                                        |                               |                       | Meulebeke    | Lostraat                     | 50° 57' 14" NB, 3° 20' 19" OL | 90101   | Onze-Lieve-Vrouwekapel                                        |
| Hoeve                                                         |                               |                       | Meulebeke    | Maeneghemstraat 5            | 50° 57' 58" NB, 3° 15' 41" OL | 90102   | Hoeve                                                         |
| Hoeve                                                         |                               |                       | Meulebeke    | Maeneghemstraat 6            | 50° 58' 11" NB, 3° 16' 20" OL | 90103   | Hoeve                                                         |
| Kapel van Onze-Lieve-Vrouw ter Ruste                          |                               |                       | Meulebeke    | Marialoopplaats              |                               | 90105   | Kapel van Onze-Lieve-Vrouw ter Ruste                          |
| Twee burgerhuizen                                             |                               |                       | Meulebeke    | Marialoopplaats 17-19        | 50° 57' 51" NB, 3° 19' 45" OL | 90106   | Twee burgerhuizen                                             |
| Pastorie                                                      |                               |                       | Meulebeke    | Marialoopplaats 21           | 50° 57' 50" NB, 3° 19' 44" OL | 90107   | Pastorie                                                      |
| Gedenkteken voor de militaire slachtoffers                    |                               |                       | Meulebeke    | Marialoopplaats              | 50° 57' 49" NB, 3° 19' 43" OL | 90108   | Gedenkteken voor de militaire slachtoffers                    |
| Kerk Sint-Leo en Onze-Lieve-Vrouw Bezoeking                   |                               |                       | Meulebeke    | Marialoopplaats              | 50° 57' 48" NB, 3° 19' 43" OL | 90109   | Kerk Sint-Leo en Onze-Lieve-Vrouw Bezoeking                   |
| Half vrijstaand woonwinkelpand                                |                               |                       | Meulebeke    | Marialoopplaats 23           | 50° 57' 47" NB, 3° 19' 43" OL | 90110   | Half vrijstaand woonwinkelpand                                |
| Woonhuis in neoclassicistische stijl                          |                               |                       | Meulebeke    | Marialoopplaats 25           | 50° 57' 47" NB, 3° 19' 44" OL | 90111   | Woonhuis in neoclassicistische stijl                          |
| Woonwinkelpand 't Hoeveke                                     |                               |                       | Meulebeke    | Marialoopplaats 40           | 50° 57' 47" NB, 3° 19' 41" OL | 90112   | Woonwinkelpand 't Hoeveke                                     |
| Kruisbeeld bij hoeve Sint-Pietershof                          |                               |                       | Meulebeke    | Marialoopsteenweg            | 50° 57' 34" NB, 3° 18' 9" OL  | 90113   | Kruisbeeld bij hoeve Sint-Pietershof                          |
| Hoeve                                                         |                               |                       | Meulebeke    | Marialoopsteenweg 43         | 50° 57' 43" NB, 3° 19' 11" OL | 90114   | Hoeve                                                         |
| Boerenarbeiderswoningen                                       |                               |                       | Meulebeke    | Marialoopsteenweg 47         | 50° 57' 47" NB, 3° 19' 11" OL | 90115   | Boerenarbeiderswoningen                                       |
| Dorpswoning                                                   |                               |                       | Meulebeke    | Marialoopsteenweg 49         | 50° 57' 45" NB, 3° 19' 19" OL | 90116   | Dorpswoning                                                   |
| School en klooster Marialoop                                  |                               |                       | Meulebeke    | Marialoopsteenweg 53-55      | 50° 57' 51" NB, 3° 19' 36" OL | 90117   | School en klooster Marialoop                                  |
| Maalderij                                                     |                               |                       | Meulebeke    | Marialoopsteenweg 65         | 50° 57' 54" NB, 3° 19' 39" OL | 90119   | Maalderij                                                     |
| Onze-Lieve-Vrouwekapel                                        |                               |                       | Meulebeke    | Marialoopsteenweg            | 50° 57' 45" NB, 3° 19' 21" OL | 90120   | Onze-Lieve-Vrouwekapel                                        |
| Goet ten Ackere                                               |                               |                       | Meulebeke    | Marialoopsteenweg 72         | 50° 57' 44" NB, 3° 19' 22" OL | 90121   | Goet ten Ackere                                               |
| Sint-Amanduskerk                                              |                               |                       | Meulebeke    | Markt                        | 50° 56' 59" NB, 3° 17' 17" OL | 90122   | Sint-Amanduskerk                                              |
| Beeld van Karel van Mander                                    |                               |                       | Meulebeke    | Markt                        | 50° 56' 57" NB, 3° 17' 19" OL | 90123   | Beeld van Karel van Mander                                    |
| Fontein                                                       |                               |                       | Meulebeke    | Markt                        | 50° 56' 57" NB, 3° 17' 17" OL | 90124   | Fontein                                                       |
| Fontein met beeld De Beer of Habemus Ursum                    |                               |                       | Meulebeke    | Markt                        | 50° 56' 59" NB, 3° 17' 19" OL | 90125   | Fontein met beeld De Beer of Habemus Ursum                    |
| Gedenksteen Prijs Arthur Olivier                              |                               |                       | Meulebeke    | Markt                        | 50° 56' 60" NB, 3° 17' 19" OL | 90126   | Gedenksteen Prijs Arthur Olivier                              |
| Neoclassicistische brouwerswoning                             |                               |                       | Meulebeke    | Markt 3                      | 50° 56' 58" NB, 3° 17' 14" OL | 90127   | Neoclassicistische brouwerswoning                             |
| Herberg behorend bij de naastgelegen brouwerij                |                               |                       | Meulebeke    | Markt 4                      | 50° 56' 58" NB, 3° 17' 15" OL | 90128   | Herberg behorend bij de naastgelegen brouwerij                |
| Herberg                                                       |                               |                       | Meulebeke    | Markt 7                      | 50° 56' 59" NB, 3° 17' 15" OL | 90129   | Herberg                                                       |
| Herberg Den Olifant                                           |                               |                       | Meulebeke    | Markt 8                      | 50° 56' 59" NB, 3° 17' 13" OL | 90130   | Herberg Den Olifant                                           |
| Laatclassicistisch herenhuis                                  |                               |                       | Meulebeke    | Markt 9                      | 50° 57' 0" NB, 3° 17' 16" OL  | 90131   | Laatclassicistisch herenhuis                                  |
| Laatclassicistisch herenhuis                                  |                               |                       | Meulebeke    | Markt 11                     | 50° 57' 1" NB, 3° 17' 17" OL  | 90132   | Laatclassicistisch herenhuis                                  |
| Woonhuis met winkelpui 't Bloemerietje                        |                               |                       | Meulebeke    | Markt 22                     | 50° 56' 59" NB, 3° 17' 21" OL | 90133   | Woonhuis met winkelpui 't Bloemerietje                        |
| Woonwinkelpand                                                |                               |                       | Meulebeke    | Marktstraat 1                | 50° 57' 1" NB, 3° 17' 18" OL  | 90134   | Woonwinkelpand                                                |
| Kunstenaarswoning                                             |                               |                       | Meulebeke    | Marktstraat 8                | 50° 57' 2" NB, 3° 17' 19" OL  | 90135   | Kunstenaarswoning                                             |
| Arbeiderswoning                                               |                               |                       | Meulebeke    | Marktstraat 13               | 50° 57' 3" NB, 3° 17' 18" OL  | 90136   | Arbeiderswoning                                               |
| Boerenarbeiderswoning                                         |                               |                       | Meulebeke    | Meentakstraat                | 50° 57' 1" NB, 3° 18' 19" OL  | 90137   | Boerenarbeiderswoning                                         |
| Neogotische kapel van Onze-Lieve-Vrouw van Vrede              |                               |                       | Meulebeke    | Meentakstraat                |                               | 90138   | Neogotische kapel van Onze-Lieve-Vrouw van Vrede              |
| Vlaskoopmanswoning                                            |                               |                       | Meulebeke    | Meentakstraat 35             | 50° 57' 21" NB, 3° 18' 7" OL  | 90139   | Vlaskoopmanswoning                                            |
| 't Hof ter Velde                                              |                               |                       | Meulebeke    | Meerlaanstraat 10            | 50° 57' 19" NB, 3° 15' 45" OL | 90140   | 't Hof ter Velde                                              |
| Art-deco-getint woonhuis met aanpalend bedrijfsgebouw         |                               |                       | Meulebeke    | Nieuwstraat 12A, 14          | 50° 57' 6" NB, 3° 17' 6" OL   | 90141   | Art-deco-getint woonhuis met aanpalend bedrijfsgebouw         |
| Interbellumwoonhuis                                           |                               |                       | Meulebeke    | Nieuwstraat 18               | 50° 57' 6" NB, 3° 17' 5" OL   | 90142   | Interbellumwoonhuis                                           |
| Burgerhuis La Roserie                                         |                               |                       | Meulebeke    | Nieuwstraat 22               | 50° 57' 6" NB, 3° 17' 3" OL   | 90143   | Burgerhuis La Roserie                                         |
| Neogotische kapel van Sint-Antonius van Padua                 |                               |                       | Meulebeke    | Nieuwstraat                  | 50° 57' 3" NB, 3° 17' 3" OL   | 90144   | Neogotische kapel van Sint-Antonius van Padua                 |
| Hoeve                                                         |                               |                       | Meulebeke    | Ooigemstraat 49              | 50° 55' 35" NB, 3° 18' 8" OL  | 90145   | Hoeve                                                         |
| Burgerhuis met café                                           |                               |                       | Meulebeke    | Oostrozebekestraat 1         | 50° 56' 58" NB, 3° 17' 21" OL | 90146   | Burgerhuis met café                                           |
| Laatclassicistisch pand                                       |                               |                       | Meulebeke    | Oostrozebekestraat 30        | 50° 56' 56" NB, 3° 17' 23" OL | 90147   | Upload foto                                                   |
| Laatclassicistisch pand                                       |                               |                       | Meulebeke    | Oostrozebekestraat 31        | 50° 56' 54" NB, 3° 17' 27" OL | 90148   | Laatclassicistisch pand                                       |
| N.V. Dubaere                                                  |                               |                       | Meulebeke    | Oostrozebekestraat 59-61     | 50° 56' 49" NB, 3° 17' 30" OL | 90149   | N.V. Dubaere                                                  |
| Notariswoning in neoclassicistische stijl                     |                               |                       | Meulebeke    | Oostrozebekestraat 64        | 50° 56' 51" NB, 3° 17' 26" OL | 90150   | Notariswoning in neoclassicistische stijl                     |
| Woonhuis                                                      |                               |                       | Meulebeke    | Oostrozebekestraat 74        | 50° 56' 50" NB, 3° 17' 27" OL | 90151   | Woonhuis                                                      |
| Herenhuis gedateerd 1908                                      |                               |                       | Meulebeke    | Oostrozebekestraat 78        | 50° 56' 49" NB, 3° 17' 28" OL | 90152   | Herenhuis gedateerd 1908                                      |
| Kapel van Onze-Lieve-Vrouw van Lourdes                        |                               |                       | Meulebeke    | Oostrozebekestraat           | 50° 56' 44" NB, 3° 17' 32" OL | 90153   | Kapel van Onze-Lieve-Vrouw van Lourdes                        |
| Hoeve                                                         |                               |                       | Meulebeke    | Oostrozebekestraat 97        | 50° 56' 42" NB, 3° 17' 36" OL | 90154   | Hoeve                                                         |
| Woonhuis met smidse                                           |                               |                       | Meulebeke    | Oostrozebekestraat 98        | 50° 56' 43" NB, 3° 17' 32" OL | 90155   | Woonhuis met smidse                                           |
| Tuin met lourdesgrot                                          |                               |                       | Meulebeke    | Oostrozebekestraat           | 50° 56' 38" NB, 3° 17' 41" OL | 90156   | Tuin met lourdesgrot                                          |
| Wegkruis                                                      |                               |                       | Meulebeke    | Oostrozebekestraat           | 50° 56' 8" NB, 3° 18' 0" OL   | 90157   | Wegkruis                                                      |
| Wegpaaltje                                                    |                               |                       | Meulebeke    | Oostrozebekestraat           | 50° 56' 7" NB, 3° 18' 2" OL   | 90158   | Wegpaaltje                                                    |
| Eenlagig woonhuis met poortgebouw en kapel                    |                               |                       | Meulebeke    | Oostrozebekestraat 287       | 50° 55' 54" NB, 3° 18' 28" OL | 90159   | Eenlagig woonhuis met poortgebouw en kapel                    |
| Hoeve                                                         |                               |                       | Meulebeke    | Oostrozebekestraat 323       | 50° 55' 53" NB, 3° 18' 50" OL | 90160   | Hoeve                                                         |
| Hof ter Poorten                                               |                               |                       | Meulebeke    | Oude Diksmuidse Boterweg 26  | 50° 56' 43" NB, 3° 18' 4" OL  | 90161   | Hof ter Poorten                                               |
| Hoeve                                                         |                               |                       | Meulebeke    | Oude Diksmuidse Boterweg 34  | 50° 56' 42" NB, 3° 18' 22" OL | 90162   | Hoeve                                                         |
| Onze-Lieve-Vrouwkapel                                         |                               |                       | Meulebeke    | Oude Diksmuidse Boterweg     | 50° 56' 52" NB, 3° 19' 0" OL  | 90163   | Onze-Lieve-Vrouwkapel                                         |
| Sint-Jozefskapel opgericht in 1858                            |                               |                       | Meulebeke    | Oude Gentstraat              | 50° 57' 4" NB, 3° 17' 40" OL  | 90164   | Sint-Jozefskapel opgericht in 1858                            |
| Goed te Barteloos                                             |                               |                       | Meulebeke    | Oude Paanderstraat 4         |                               | 90165   | Goed te Barteloos                                             |
| Hoeve                                                         |                               |                       | Meulebeke    | Oude Paanderstraat 6         | 50° 56' 25" NB, 3° 17' 54" OL | 90166   | Hoeve                                                         |
| Vrijstaande eengezinswoning                                   |                               |                       | Meulebeke    | Oude Pittemstraat 23         | 50° 57' 50" NB, 3° 16' 59" OL | 90167   | Vrijstaande eengezinswoning                                   |
| Onze-Lieve-Vrouwekapel                                        |                               |                       | Meulebeke    | Oude Pittemstraat            | 50° 57' 57" NB, 3° 16' 49" OL | 90168   | Onze-Lieve-Vrouwekapel                                        |
| Calvariekruis                                                 |                               |                       | Meulebeke    | Oude Pittemstraat            | 50° 57' 38" NB, 3° 16' 59" OL | 90169   | Calvariekruis                                                 |
| Vrijstaande eengezinswoning                                   |                               |                       | Meulebeke    | Oude Pittemstraat 38         | 50° 57' 46" NB, 3° 17' 6" OL  | 90170   | Vrijstaande eengezinswoning                                   |
| Villa Zandvlugge                                              |                               |                       | Meulebeke    | Oude Pittemstraat 56         | 50° 57' 59" NB, 3° 16' 59" OL | 90171   | Villa Zandvlugge                                              |
| Hoeve in het gehucht Steendam                                 |                               |                       | Meulebeke    | Oude Pittemstraat 58         | 50° 58' 2" NB, 3° 16' 59" OL  | 90172   | Hoeve in het gehucht Steendam                                 |
| Kerk van het Onbevlekt Hart van Maria                         |                               |                       | Meulebeke    | Paanderstraat 47             | 50° 56' 19" NB, 3° 18' 39" OL | 90174   | Kerk van het Onbevlekt Hart van Maria                         |
| Onze-Lieve-Vrouwekapelletje                                   |                               |                       | Meulebeke    | Paanderstraat                | 50° 56' 13" NB, 3° 18' 28" OL | 90175   | Onze-Lieve-Vrouwekapelletje                                   |
| Pijlerkapel Sint-Antonius                                     |                               |                       | Meulebeke    | Paanderstraat                | 50° 56' 25" NB, 3° 19' 2" OL  | 90176   | Pijlerkapel Sint-Antonius                                     |
| Chicorei-ast en maalderij                                     |                               |                       | Meulebeke    | Paanderstraat 113            | 50° 56' 27" NB, 3° 19' 4" OL  | 90177   | Chicorei-ast en maalderij                                     |
| Kruisbeeld                                                    |                               |                       | Meulebeke    | Paanderstraat                | 50° 56' 26" NB, 3° 19' 3" OL  | 90178   | Kruisbeeld                                                    |
| Woonhuis                                                      |                               |                       | Meulebeke    | Paanderstraat 115            | 50° 56' 27" NB, 3° 19' 7" OL  | 90179   | Woonhuis                                                      |
| Herberg den Cleenen Paender                                   |                               |                       | Meulebeke    | Paanderstraat 117            |                               | 90180   | Herberg den Cleenen Paender                                   |
| Wegkruis                                                      |                               |                       | Meulebeke    | Paanderstraat                | 50° 56' 27" NB, 3° 19' 13" OL | 90181   | Wegkruis                                                      |
| Hoeve                                                         |                               |                       | Meulebeke    | Paanderstraat 131            | 50° 56' 19" NB, 3° 19' 49" OL | 90182   | Hoeve                                                         |
| Kapel van Onze-Lieve-Vrouw Troost in Nood                     |                               |                       | Meulebeke    | Paanderstraat                | 50° 56' 19" NB, 3° 19' 51" OL | 90183   | Kapel van Onze-Lieve-Vrouw Troost in Nood                     |
| Hoeve met mechanische zwingelarij                             |                               |                       | Meulebeke    | Paanderstraat 152            | 50° 56' 25" NB, 3° 19' 30" OL | 90184   | Hoeve met mechanische zwingelarij                             |
| Kapel van Maria Troosteres der Bedrukten                      |                               |                       | Meulebeke    | Paanderstraat                | 50° 56' 25" NB, 3° 19' 31" OL | 90185   | Kapel van Maria Troosteres der Bedrukten                      |
| Gemeentepark                                                  |                               |                       | Meulebeke    | T Park                       | 50° 56' 55" NB, 3° 17' 17" OL | 90186   | Gemeentepark                                                  |
| Boomkapelletje                                                |                               |                       | Meulebeke    | Peerdestraat                 | 50° 58' 28" NB, 3° 18' 20" OL | 90187   | Boomkapelletje                                                |
| Woonhuis                                                      |                               |                       | Meulebeke    | Pittemstraat 14              | 50° 57' 7" NB, 3° 17' 18" OL  | 90188   | Woonhuis                                                      |
| Café Torenhof                                                 |                               |                       | Meulebeke    | Pittemstraat 28              | 50° 57' 9" NB, 3° 17' 16" OL  | 90189   | Café Torenhof                                                 |
| Eclectisch burgerhuis                                         |                               |                       | Meulebeke    | Pittemstraat 32              | 50° 57' 10" NB, 3° 17' 16" OL | 90191   | Eclectisch burgerhuis                                         |
| Neoclassicistisch hoekpand                                    |                               |                       | Meulebeke    | Pittemstraat 33              | 50° 57' 9" NB, 3° 17' 14" OL  | 90192   | Neoclassicistisch hoekpand                                    |
| Woonhuis                                                      |                               |                       | Meulebeke    | Pittemstraat 43              | 50° 57' 11" NB, 3° 17' 11" OL | 90193   | Woonhuis                                                      |
| Dorpswoningen met achterliggend werkhuis                      |                               |                       | Meulebeke    | Pittemstraat 45-47           | 50° 57' 11" NB, 3° 17' 10" OL | 90194   | Dorpswoningen met achterliggend werkhuis                      |
| Neoclassicistisch woonhuis                                    |                               |                       | Meulebeke    | Pittemstraat 50              | 50° 57' 12" NB, 3° 17' 12" OL | 90195   | Neoclassicistisch woonhuis                                    |
| Neoclassicistisch herenhuis                                   |                               |                       | Meulebeke    | Pittemstraat 52              | 50° 57' 12" NB, 3° 17' 11" OL | 90196   | Neoclassicistisch herenhuis                                   |
| Neoclassicistisch herenhuis                                   |                               |                       | Meulebeke    | Pittemstraat 53              | 50° 57' 13" NB, 3° 17' 8" OL  | 90197   | Neoclassicistisch herenhuis                                   |
| 's Heren-Hoofdkapel                                           |                               |                       | Meulebeke    | Pittemstraat                 | 50° 57' 18" NB, 3° 16' 56" OL | 90198   | 's Heren-Hoofdkapel                                           |
| Goed te Dierdonck                                             |                               |                       | Meulebeke    | Pittemstraat 85              | 50° 57' 21" NB, 3° 16' 57" OL | 90199   | Goed te Dierdonck                                             |
| Interbellumvilla                                              |                               |                       | Meulebeke    | Pittemstraat 86              | 50° 57' 19" NB, 3° 17' 5" OL  | 90200   | Interbellumvilla                                              |
| Neerhof van het Goed te Dierdonck                             |                               |                       | Meulebeke    | Pittemstraat 87              |                               | 90201   | Neerhof van het Goed te Dierdonck                             |
| Brugje over de Devebeek                                       |                               |                       | Meulebeke    | Pittemstraat                 | 50° 57' 31" NB, 3° 16' 57" OL | 90203   | Brugje over de Devebeek                                       |
| Herenhuis Vanhoutte                                           |                               |                       | Meulebeke    | Pittemstraat 100             | 50° 57' 24" NB, 3° 17' 2" OL  | 90204   | Herenhuis Vanhoutte                                           |
| Voormalige chicorei-ast                                       |                               |                       | Meulebeke    | Pittemstraat                 | 50° 57' 55" NB, 3° 16' 42" OL | 90205   | Voormalige chicorei-ast                                       |
| Villa                                                         |                               |                       | Meulebeke    | Pittemstraat 129             | 50° 58' 5" NB, 3° 16' 35" OL  | 90206   | Villa                                                         |
| Villa                                                         |                               |                       | Meulebeke    | Pittemstraat 141             | 50° 58' 9" NB, 3° 16' 33" OL  | 90207   | Villa                                                         |
| Woonhuis met aanpalende vlasschuur                            |                               |                       | Meulebeke    | Pittemstraat 156-158         | 50° 58' 19" NB, 3° 16' 29" OL | 90208   | Woonhuis met aanpalende vlasschuur                            |
| Hoeve                                                         |                               |                       | Meulebeke    | Poelvoordestraat 5           | 50° 58' 21" NB, 3° 18' 48" OL | 90209   | Hoeve                                                         |
| Gedenkteken                                                   |                               |                       | Meulebeke    | Randweg                      | 50° 56' 57" NB, 3° 16' 51" OL | 90210   | Gedenkteken                                                   |
| Dokterswoning                                                 |                               |                       | Meulebeke    | Regentiestraat 5             | 50° 57' 3" NB, 3° 17' 17" OL  | 90211   | Dokterswoning                                                 |
| Neoclassicistisch burgerhuis                                  |                               |                       | Meulebeke    | Regentiestraat 7             | 50° 57' 3" NB, 3° 17' 16" OL  | 90212   | Neoclassicistisch burgerhuis                                  |
| Schepenhuis van Meulebeke met herberg                         |                               |                       | Meulebeke    | Regentiestraat 9             | 50° 57' 3" NB, 3° 16' 48" OL  | 90213   | Schepenhuis van Meulebeke met herberg                         |
| Neoclassicistisch woonwinkelpand                              |                               |                       | Meulebeke    | Regentiestraat 12            | 50° 57' 4" NB, 3° 17' 16" OL  | 90215   | Neoclassicistisch woonwinkelpand                              |
| Afspanning De Drie Hoefijzers                                 |                               |                       | Meulebeke    | Regentiestraat 14            | 50° 57' 4" NB, 3° 17' 15" OL  | 90216   | Afspanning De Drie Hoefijzers                                 |
| Ensemble van twee eclectische woonhuizen                      |                               |                       | Meulebeke    | Regentiestraat 16            | 50° 57' 4" NB, 3° 17' 14" OL  | 90217   | Ensemble van twee eclectische woonhuizen                      |
| Woonst en bureel van architect Joan Devolder                  |                               |                       | Meulebeke    | Rijselstraat 2               | 50° 57' 6" NB, 3° 17' 28" OL  | 90218   | Woonst en bureel van architect Joan Devolder                  |
| Appartementsgebouw van drie bouwlagen                         |                               |                       | Meulebeke    | Rijselstraat 6               | 50° 57' 6" NB, 3° 17' 29" OL  | 90220   | Appartementsgebouw van drie bouwlagen                         |
| Twee dorpswoningen                                            |                               |                       | Meulebeke    | Rijselstraat 8-10            | 50° 57' 6" NB, 3° 17' 29" OL  | 90221   | Twee dorpswoningen                                            |
| Hoeve                                                         |                               |                       | Meulebeke    | Robrechtegemstraat 2         | 50° 57' 48" NB, 3° 17' 10" OL | 90222   | Hoeve                                                         |
| Sint-Amandusschool                                            |                               |                       | Meulebeke    | Schutterijstraat 6           | 50° 57' 10" NB, 3° 17' 20" OL | 90223   | Sint-Amandusschool                                            |
| Onze-Lieve-Vrouwekapel                                        |                               |                       | Meulebeke    | Sint-Amandstraat             | 50° 55' 31" NB, 3° 18' 40" OL | 90224   | Onze-Lieve-Vrouwekapel                                        |
| Onze-Lieve-Vrouwekapel                                        |                               |                       | Meulebeke    | Sint-Amandstraat             | 50° 55' 24" NB, 3° 18' 14" OL | 90225   | Onze-Lieve-Vrouwekapel                                        |
| Hoeve                                                         |                               |                       | Meulebeke    | Sint-Amandstraat 18          | 50° 55' 23" NB, 3° 18' 9" OL  | 90226   | Hoeve                                                         |
| School Sint-Antonius en kloostergebouw                        |                               |                       | Meulebeke    | Sint-Antoniusstraat 3        | 50° 57' 42" NB, 3° 14' 34" OL | 90227   | School Sint-Antonius en kloostergebouw                        |
| Parochiekerk Sint-Antonius van Padua                          |                               |                       | Meulebeke    | Sint-Antoniusstraat          |                               | 90228   | Parochiekerk Sint-Antonius van Padua                          |
| Noodkerk van de parochie Sint-Antonius van Padua              |                               |                       | Meulebeke    | Sint-Antoniusstraat 5        | 50° 57' 45" NB, 3° 14' 33" OL | 90229   | Noodkerk van de parochie Sint-Antonius van Padua              |
| Kapel van Onze-Lieve-Vrouw van Lourdes                        |                               |                       | Meulebeke    | Slabancestraat               | 50° 57' 51" NB, 3° 0' 0" OL   | 90230   | Kapel van Onze-Lieve-Vrouw van Lourdes                        |
| Hoeve                                                         |                               |                       | Meulebeke    | Slabancestraat 13            | 50° 57' 46" NB, 3° 16' 22" OL | 90231   | Hoeve                                                         |
| Boomkapelletje in linde                                       |                               |                       | Meulebeke    | Spillebosstraat              | 50° 57' 24" NB, 3° 18' 55" OL | 90232   | Boomkapelletje in linde                                       |
| Hoeve                                                         |                               |                       | Meulebeke    | Spillebosstraat 1            | 50° 57' 26" NB, 3° 18' 55" OL | 90233   | Hoeve                                                         |
| Deel van magazijn                                             |                               |                       | Meulebeke    | Spoorweglaan 1               | 50° 57' 12" NB, 3° 17' 6" OL  | 90234   | Deel van magazijn                                             |
| Vrijstaand woonhuis                                           |                               |                       | Meulebeke    | Spoorweglaan 46              | 50° 57' 2" NB, 3° 16' 45" OL  | 90235   | Vrijstaand woonhuis                                           |
| Neoclassicistisch woonhuis                                    |                               |                       | Meulebeke    | Statiestraat 10              | 50° 57' 5" NB, 3° 17' 13" OL  | 90236   | Neoclassicistisch woonhuis                                    |
| Neoclassicistisch woonwinkelpand                              |                               |                       | Meulebeke    | Statiestraat 14              | 50° 57' 5" NB, 3° 17' 13" OL  | 90237   | Neoclassicistisch woonwinkelpand                              |
| Half vrijstaand interbellumwoonhuis                           |                               |                       | Meulebeke    | Statiestraat 15              | 50° 57' 5" NB, 3° 17' 11" OL  | 90238   | Half vrijstaand interbellumwoonhuis                           |
| Neoclassicistisch burgerhuis                                  |                               |                       | Meulebeke    | Statiestraat 16              | 50° 57' 5" NB, 3° 17' 13" OL  | 90239   | Neoclassicistisch burgerhuis                                  |
| Interbellumpand                                               |                               |                       | Meulebeke    | Statiestraat 27              | 50° 57' 6" NB, 3° 17' 10" OL  | 90240   | Interbellumpand                                               |
| Neoclassicistisch woonhuis                                    |                               |                       | Meulebeke    | Statiestraat 28              | 50° 57' 7" NB, 3° 17' 12" OL  | 90241   | Neoclassicistisch woonhuis                                    |
| Hoekwoning in art deco                                        |                               |                       | Meulebeke    | Statiestraat 34              | 50° 57' 8" NB, 3° 17' 11" OL  | 90243   | Hoekwoning in art deco                                        |
| Woonhuis                                                      |                               |                       | Meulebeke    | Statiestraat 36              | 50° 57' 8" NB, 3° 17' 11" OL  | 90244   | Woonhuis                                                      |
| Samenstel van vier eclectische burgerhuizen                   |                               |                       | Meulebeke    | Statiestraat 49-51           | 50° 57' 10" NB, 3° 17' 8" OL  | 90245   | Samenstel van vier eclectische burgerhuizen                   |
| Eclectisch burgerhuis                                         |                               |                       | Meulebeke    | Statiestraat 57              | 50° 57' 10" NB, 3° 17' 8" OL  | 90246   | Eclectisch burgerhuis                                         |
| Hoeve                                                         |                               |                       | Meulebeke    | Steenovenstraat 19           | 50° 57' 39" NB, 3° 19' 42" OL | 90247   | Hoeve                                                         |
| Hoeve met maalderij Veevoeders Ampe                           |                               |                       | Meulebeke    | Steenovenstraat 78           | 50° 56' 45" NB, 3° 19' 60" OL | 90248   | Hoeve met maalderij Veevoeders Ampe                           |
| Vrijstaande eengezinswoning in bungalowstijl                  |                               |                       | Meulebeke    | Steenovenstraat 107          | 50° 56' 51" NB, 3° 19' 58" OL | 90249   | Vrijstaande eengezinswoning in bungalowstijl                  |
| Wallegems Kruis                                               |                               |                       | Meulebeke    | Steenovenstraat              | 50° 56' 50" NB, 3° 19' 58" OL | 90250   | Wallegems Kruis                                               |
| Hoeve                                                         |                               |                       | Meulebeke    | Steenovenstraat 111          | 50° 56' 42" NB, 3° 20' 5" OL  | 90251   | Hoeve                                                         |
| Bungalow ontworpen door Konstrukto                            |                               |                       | Meulebeke    | Ter Borchtlaan 11            | 50° 56' 42" NB, 3° 16' 55" OL | 90252   | Bungalow ontworpen door Konstrukto                            |
| Neoclassicistisch woonhuis                                    |                               |                       | Meulebeke    | Tieltstraat 4                | 50° 57' 5" NB, 3° 17' 20" OL  | 90253   | Neoclassicistisch woonhuis                                    |
| Neoclassicistisch woonhuis                                    |                               |                       | Meulebeke    | Tieltstraat 8                | 50° 57' 6" NB, 3° 17' 22" OL  | 90254   | Neoclassicistisch woonhuis                                    |
| Samenstel van twee werkmanshuizen                             |                               |                       | Meulebeke    | Tieltstraat 28-30            | 50° 57' 8" NB, 3° 17' 25" OL  | 90255   | Samenstel van twee werkmanshuizen                             |
| Directeurswoning Anciens Etablissements Libeert & Co          |                               |                       | Meulebeke    | Tieltstraat 110              | 50° 57' 24" NB, 3° 17' 49" OL | 90257   | Directeurswoning Anciens Etablissements Libeert & Co          |
| Brouwerswoning                                                |                               |                       | Meulebeke    | Tieltstraat 118              | 50° 57' 25" NB, 3° 17' 53" OL | 90258   | Brouwerswoning                                                |
| Woonhuis                                                      |                               |                       | Meulebeke    | Tieltstraat 133              | 50° 57' 29" NB, 3° 17' 55" OL | 90259   | Woonhuis                                                      |
| Architectenwoning van architect Albert Crop                   |                               |                       | Meulebeke    | Tieltstraat 135              | 50° 57' 31" NB, 3° 17' 56" OL | 90260   | Architectenwoning van architect Albert Crop                   |
| Eclectisch woonhuis uit 1928                                  |                               |                       | Meulebeke    | Tieltstraat 217              | 50° 58' 21" NB, 3° 18' 23" OL | 90262   | Eclectisch woonhuis uit 1928                                  |
| Café Oostende                                                 |                               |                       | Meulebeke    | Veldstraat 31-33             | 50° 57' 2" NB, 3° 16' 6" OL   | 90263   | Café Oostende                                                 |
| Hoeve met molenaarswoning en mechanische maalderij            |                               | gesloopt              | Meulebeke    | Veldstraat 74                | 50° 56' 59" NB, 3° 16' 38" OL | 90264   | Hoeve met molenaarswoning en mechanische maalderij            |
| Hoeve gedateerd 1769                                          |                               |                       | Meulebeke    | Veldstraat                   | 50° 57' 0" NB, 3° 16' 24" OL  | 90265   | Hoeve gedateerd 1769                                          |
| Wegkruis                                                      |                               |                       | Meulebeke    | Veldstraat                   | 50° 57' 14" NB, 3° 15' 27" OL | 90266   | Wegkruis                                                      |
| Rosmolen Feys                                                 |                               |                       | Meulebeke    | Veldstraat                   | 50° 57' 16" NB, 3° 15' 23" OL | 90267   | Rosmolen Feys                                                 |
| Goed te Hulsvelde                                             |                               |                       | Meulebeke    | Vuilputstraat 133A           | 50° 55' 57" NB, 3° 17' 36" OL | 90268   | Goed te Hulsvelde                                             |
| Onze-Lieve-Vrouwekapel                                        |                               |                       | Meulebeke    | Vierlindendreef              | 50° 56' 6" NB, 3° 17' 50" OL  | 90269   | Onze-Lieve-Vrouwekapel                                        |
| Hoeve                                                         |                               |                       | Meulebeke    | Vijfstraat 7                 | 50° 58' 11" NB, 3° 18' 36" OL | 90270   | Hoeve                                                         |
| Hoeve                                                         |                               |                       | Meulebeke    | Vijfstraat 10                | 50° 58' 1" NB, 3° 18' 31" OL  | 90271   | Hoeve                                                         |
| Arbeiderswoning                                               |                               |                       | Meulebeke    | Vijfstraat 22                | 50° 57' 45" NB, 3° 18' 54" OL | 90272   | Arbeiderswoning                                               |
| Hoeve                                                         |                               |                       | Meulebeke    | Vijfstraat 27                | 50° 57' 52" NB, 3° 18' 56" OL | 90273   | Hoeve                                                         |
| Dorpswoning                                                   |                               |                       | Meulebeke    | Vossekotstraat 1             | 50° 57' 47" NB, 3° 19' 45" OL | 90274   | Dorpswoning                                                   |
| Woonhuis in neoclassicistische stijl                          |                               |                       | Meulebeke    | Vossekotstraat 12            | 50° 57' 45" NB, 3° 19' 45" OL | 90276   | Woonhuis in neoclassicistische stijl                          |
| Gietijzeren kruis                                             |                               |                       | Meulebeke    | Vossekotstraat               | 50° 57' 42" NB, 3° 20' 4" OL  | 90277   | Gietijzeren kruis                                             |
| Hoeve                                                         |                               |                       | Meulebeke    | Vossekotstraat 19            | 50° 57' 47" NB, 3° 20' 1" OL  | 90278   | Hoeve                                                         |
| Boerenarbeidershuizen                                         |                               |                       | Meulebeke    | Vuilputstraat 14-16          | 50° 56' 47" NB, 3° 17' 16" OL | 90280   | Boerenarbeidershuizen                                         |
| Sint-Annakapel                                                |                               |                       | Meulebeke    | Vuilputstraat                | 50° 56' 7" NB, 3° 17' 11" OL  | 90281   | Sint-Annakapel                                                |
| Hoeve                                                         |                               |                       | Meulebeke    | Vuilputstraat 80             | 50° 56' 5" NB, 3° 17' 5" OL   | 90282   | Hoeve                                                         |
| Onze-Lieve-Vrouwekapel                                        |                               |                       | Meulebeke    | Vuilputstraat                | 50° 55' 55" NB, 3° 17' 15" OL | 90283   | Onze-Lieve-Vrouwekapel                                        |
| Hoeve                                                         |                               |                       | Meulebeke    | Vuilputstraat 90             | 50° 55' 55" NB, 3° 17' 12" OL | 90284   | Hoeve                                                         |
| Kapelletje in voortuin van vernieuwde hoeve                   |                               |                       | Meulebeke    | Vuilputstraat                | 50° 55' 48" NB, 3° 17' 14" OL | 90285   | Kapelletje in voortuin van vernieuwde hoeve                   |
| Kruisbeeld                                                    |                               |                       | Meulebeke    | Vuilputstraat                | 50° 55' 34" NB, 3° 17' 12" OL | 90286   | Kruisbeeld                                                    |
| Hoeve                                                         |                               |                       | Meulebeke    | Vuilputstraat 110            | 50° 55' 32" NB, 3° 17' 3" OL  | 90287   | Hoeve                                                         |
| Woonhuis                                                      |                               |                       | Meulebeke    | Wetstraat 4                  | 50° 57' 9" NB, 3° 17' 13" OL  | 90288   | Woonhuis                                                      |
| Begraafplaats                                                 |                               |                       | Meulebeke    | Wolvenstraat                 | 50° 56' 21" NB, 3° 18' 33" OL | 90289   | Begraafplaats                                                 |
| 't Valkenhof                                                  |                               |                       | Meulebeke    | Ingelmunstersteenweg 2       | 50° 56' 47" NB, 3° 16' 30" OL | 90290   | 't Valkenhof                                                  |
| Hoeve                                                         |                               |                       | Meulebeke    | Kleine Roeselarestraat 28    | 50° 56' 46" NB, 3° 15' 10" OL | 90291   | Hoeve                                                         |
| Dokterswoning                                                 |                               |                       | Meulebeke    | Tieltstraat 21               | 50° 57' 10" NB, 3° 17' 25" OL | 90292   | Dokterswoning                                                 |